# Chtonobius conspersus
Chtonobius conspersus är en skalbaggsart som beskrevs av Hermann Burmeister 1847. Chtonobius conspersus ingår i släktet Chtonobius och familjen Cetoniidae. Inga underarter finns listade i Catalogue of Life.